# آنا میلفسکا
آنا میلفسکا (لهستانی: Anna Milewska؛ زادهٔ ۲۲ فوریهٔ ۱۹۳۱) بازیگر، شاعر، و نویسنده اهل لهستان است.
از فیلم‌ها یا مجموعه‌های تلویزیونی که وی در آن‌ها نقش داشته است، می‌توان به داستان ملال‌انگیز، کونوپیلکا، تبر، جاسوسان ورشو، گنج‌های پنهان، هر کجا که باشی، زندگی خانوادگی، خانه کشیش، قانون حقیقی، ع چون عشق، در خوشی و سختی، خوبال، قسمت سوم شب و روزگار ماتئوش اشاره نمود.
وی بابت مشارکت‌های ادبی-فرهنگی خود برندهٔ جوایزی همچون نشان افتخار تولد لهستان (۱۹۸۶)، صلیب لیاقت (۱۹۷۸) و نشان چهلمین سالگرد خلق لهستان (۱۹۸۵) شده‌است.